# Gerisa
Gerisa, també anomenada Ghirza, fou una antiga ciutat de la Líbia sota els romans, a prop del Limes Tripolità. Era un petit poble de 300 habitants a la zona predesèrtica de Tripolitana.

## Història
Malgrat que n'hi havia un petit assentament local, no fou fins quan els legionaris romans arribaren a Tripolitana que es va establir i crear la ciutat de Gerisa. Inicialment la seua població era gent amazic, però alguns comerciants romans s'hi van establir durant l'era augusta tardana.
El Limes Tripolitanus es va expandir sota els emperadors Adrià i Septimi Sever, sobretot sota el legat Quint Anici Faust els 197-201.

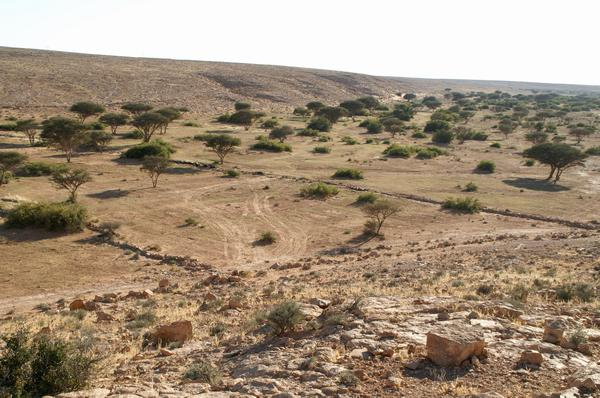
Restes de Centenaria a Suq al-Awty, a prop de Gaerisa i Limes Tripolitanus

Anici Faust fou nomenat legat de la Legio III Augusta i va construir forts defensius del Limes Tripolitanus, incloent-hi Garbia i Golaia (Bu Ngem) per a protegir la província dels atacs de les tribus nòmades.
Com a resultat, la ciutat romana de Gaerisa, situada lluny de la costa i al sud de Leptis Magna, esdevingué ràpidament una rica zona agrícola. Gerisa es va convertir en una "ciutat en auge" després de l'any 200, quan l'emperador Septimi Sever (nascut a Leptis Magna) organitzà el Limes Tripolitanus.
Antics soldats, majoritàriament amazics autòctons, però també alguns legionaris de la península Itàlica, s'establiren en aquesta zona i la terra àrida es va urbanitzar. Es van construir preses i cisternes al Wadi Ghirza (aleshores no tan sec com hui) per a regular les inundacions sobtades. Aquestes estructures encara són visibles: entre les ruïnes de Gaerisa, hi ha un temple que potser estava dedicat al semidéu amazic Gurzil, i el mateix nom de la ciutat potser fins i tot està relacionat amb el seu nom.
Els llauradors produïen cereals, figues, vinyes, olives, llegums, ametles, dàtils i potser melons. Gaerisa constava d'uns quaranta edificis, amb sis granges fortificades (Centenaria). Dues n'eren molt grans. Va ser abandonada a l'edat mitjana.
Sota Dioclecià, el Limes es va abandonar parcialment i la defensa de la zona l'executaven els Limitanei, soldats llauradors amazics autòctons. El Limes va sobreviure com a protecció eficaç fins a l'època romana d'Orient (l'emperador Justinià va reestructurar el Limes el 533). Després d'això, Gaerisa perdé importància i va desaparéixer a poc a poc després de les invasions àrabs de finals del segle VII.
Al segle x, Gerisa restà totalment oblidada i coberta d'arena. Uns segles més tard, la zona fou repoblada i ara, a prop de les ruïnes excavades de Gerisa, hi ha una petita ciutat anomenada Ghirza.

## Galeria de fotos

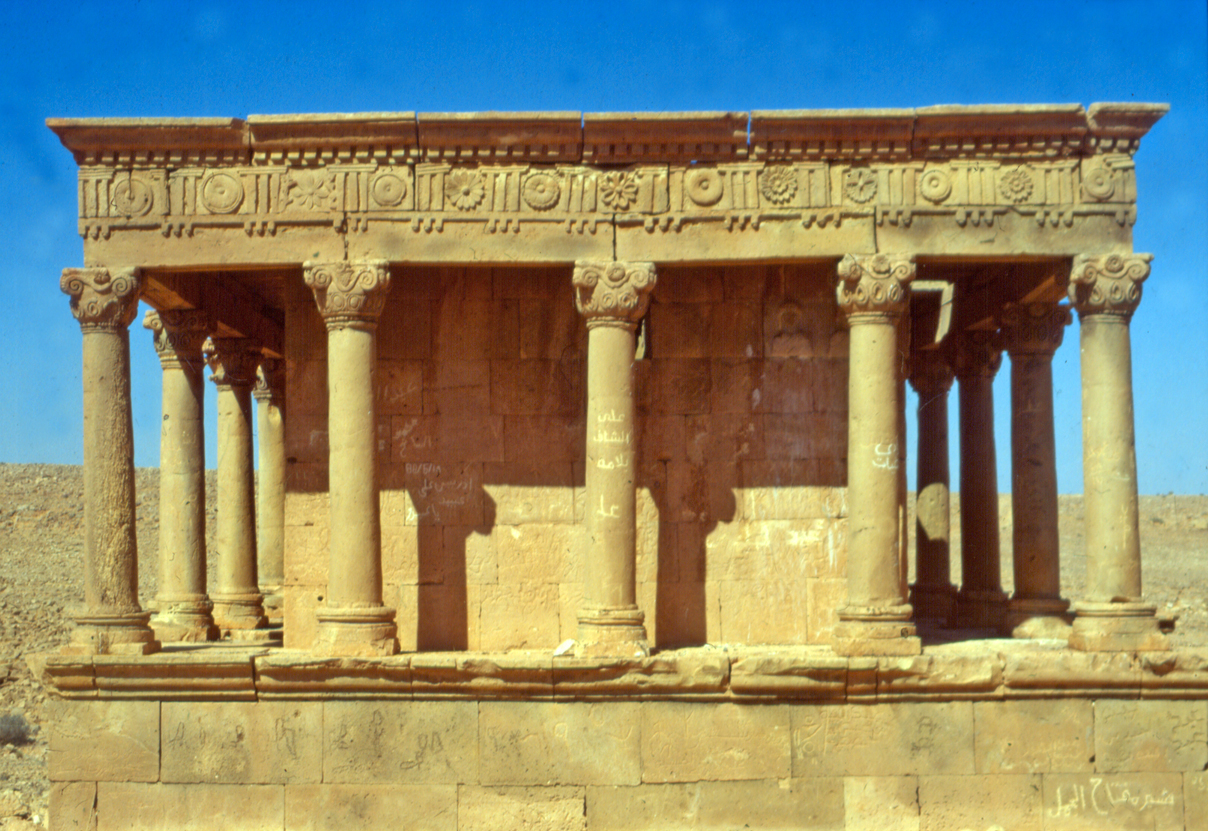
Tomba A de la Necròpolis Nord (costat sud)
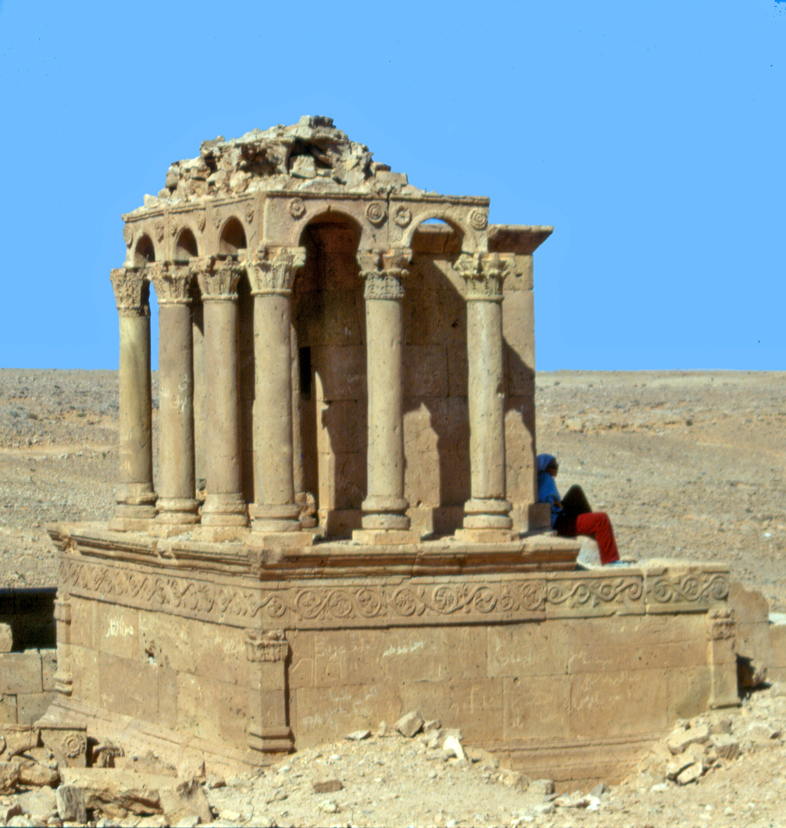
Tomba B de la Necròpolis Nord
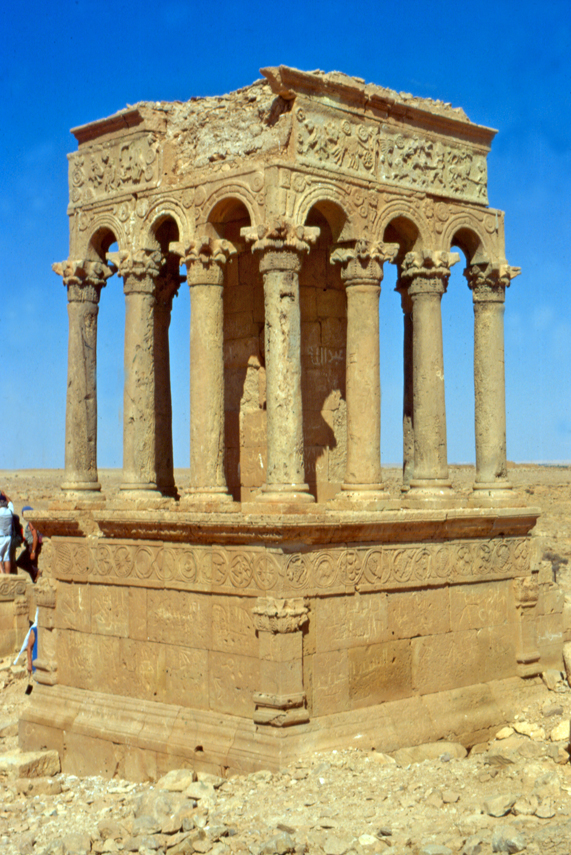
Tomba C de la Necròpolis Nord
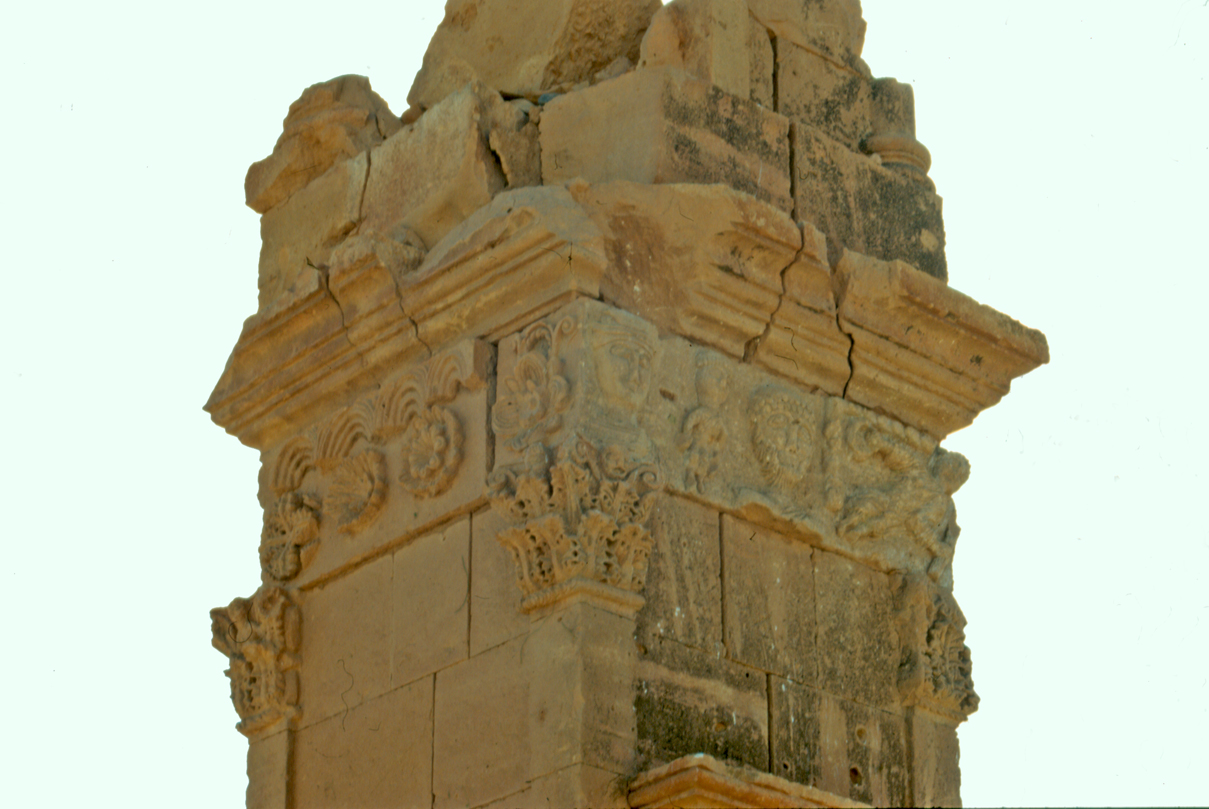
Tomba A de la Necròpolis Sud, detall
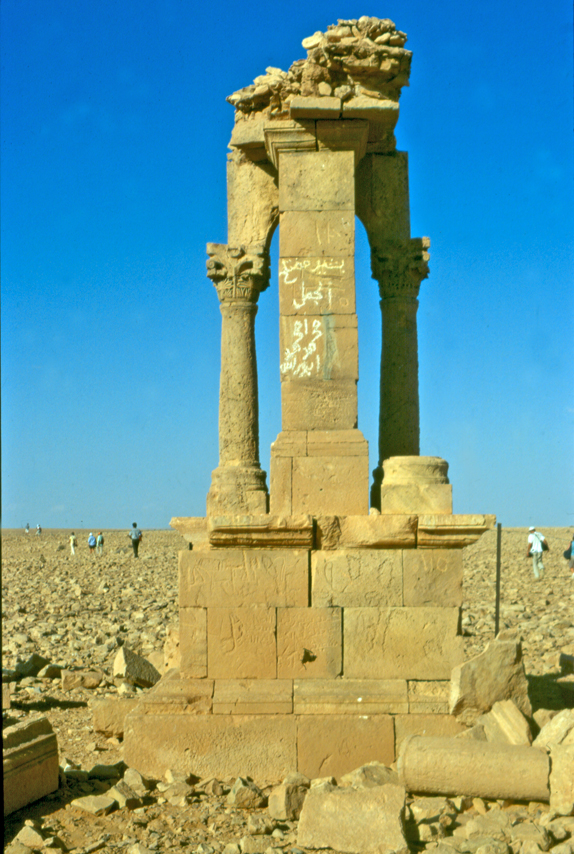
Tomba NN de la Necròpolis Sud